# Геле Търсиянски
Вангел (Геле) Апостолов Плачков, известен като Търсиянски (на гръцки: Γκέλεφ, Γκέλε Βαγγέλης), е български революционер, деец на Вътрешната македоно-одринска революционна организация, станал ренегат и гъркоманин и присъединил се към гръцката въоръжена пропаганда в Македония.

## Биография
Геле Търсиянски е роден в леринското село Търсие, тогава в Османската империя, днес Тривуно, Гърция. Става учител в родното си село и е укривател на хайдутската чета на Дельо Лесковски заедно с поп Никола. Влизат във ВМОРО като ръководители на местния революционен комитет. Заедно с Петре Попов от Търсие убиват гръцкия свещеник Коста от Неред.
Като близък едновременно на Васил Чекаларов и Коте Христов участва в преговорите за помиряване между тях. От 1902 година е районен войвода на организацията. На 17 май 1902 година четата му е намерена от аскер в Търсие и започва сражение. Турците намират чантата му, където се съдържа списък на организационните дейци в селото. Селската чета напада аскера в гръб и Геле и хората му се изтеглят от селото, но на следващия ден аскера арестува 120 души и събира пушките им. След Търсенската афера се стига до раздор между Геле и Васил Чекаларов и в края на май и началото на юни 1902 година Геле Търсиянски се среща с костурския владика Герман Каравангелис и е спечелен за целите на гръцката въоръжена пропаганда в Македония. Подписва декларация до гръцкия комитет в Атина и го подпечатва с печата си на български войвода. В спомените на Герман Костурски раздорът е обяснен с опит на Чекаларов да отмъкне съпругата на Геле Търсиянски и с убийството на гъркоманския поп Илия от Поздивища, който се падал роднина на Геле.
През юли 1902 година Геле Търсиянски действа съвместно с четата на Коте Христов, но е арестуван на 13 юли 1902 година в Кономлади от чета на ВМОРО. При обиска в него са намерени голямо количество пари, а самият той е принуден да убие Коте Христов. Повторно бяга при Коте Христов и заедно дават няколко сражения на чети на ВМОРО, след което се взима решение за елиминирането му. През 1903 година Геле Търсиянски се установява в Арменско, където преследва местните екзархисти и дейци на ВМОРО. Убит е с жена си през март 1903 година от леринския войвода Петър Тинев, престорил се на беглец от Чекаларовата чета.
Чекаларов разказва за събитието в дневника си:
| „ | Войводата Петър ни разправи по-подробно как е станало унищожението на Геле и на жена му; тоя грешник не се задоволил само со попредишните си грешки и злодеяния, ами на нова сметка почнал да развива трескава деятелност со гръцкия владика и гъркоманите. На всеки акзархист за нищо и никакво им вземал глоби, но на своите другари, които минавали за негови четници, им е казвал: „Ние да се пазим до денат на въстанието, та щом стане въстание, ние може да се скрием тогава, защото да не мислите, че се познава, кой какво е работил и кой какво ще работи до това време!” На край селото во Търсие се намерило нещо кръв тоя господин наред повикал всичките търсянски жени, за да провери да не би некоя да била пометнала и от която кръвта да била; другарите му четници се тревожели и винаги чакали да им се позволи да го унищожат, сега со идването на Петър Тинев, който му се представил като негов четник те се споразумели. Един ден, когато Петър го подканил во стаята за разбиране, той се сетил и почнал да трепери като казал: „Аз се съмнявах, защото така Чекаларов ме обезоръжи...“ и още няколко не свързани думи, обаче Петър отгоре на това му казал: „Ето арестуван си, я да видим сега какво ще правиш“ и го заловил за ръцете, веднага го грабнали за ръцете неговите другари и го вързали, заедно с още един арменец на име Симеон ... и един Ристо ... от Търсие (едно нисичко черно) и ги изкарали в балкана, след едно изследване го измушкали и закопали. Двамата му съмишленици след един добър съвет ги освободили. Тъкмо тая вечер дойде от Търсие жена му и тая я заловиха и заедно со нея отидоха во Търсие и като ѝ дадоха един стиск, изказала около 20 лири, които ги имал сбирано от разни глоби. На другата вечер и тая убиха вън от селото и я заровиха. Така се свърши со Гелето и жена му. | “ |